# Saint-Méard-de-Gurçon

Saint-Méard-de-Gurçon este o comună în departamentul Dordogne din sud-vestul Franței. În 2009 avea o populație de 790 de locuitori.

## Evoluția populației
| An        | 1975 | 1982 | 1990 | 1999 | 2006 | 2009 |
| --------- | ---- | ---- | ---- | ---- | ---- | ---- |
| Populație | 763  | 776  | 751  | 795  | 804  | 790  |